# Diaphus dumerilii
Diaphus dumerilii är en fiskart som först beskrevs av Bleeker, 1856.  Diaphus dumerilii ingår i släktet Diaphus och familjen prickfiskar. Inga underarter finns listade i Catalogue of Life.